# Gelastissus javanensis
Gelastissus javanensis är en insektsart som beskrevs av Bierman 1907. Gelastissus javanensis ingår i släktet Gelastissus och familjen Caliscelidae. Inga underarter finns listade i Catalogue of Life.